# NASA Astronaut Group 21

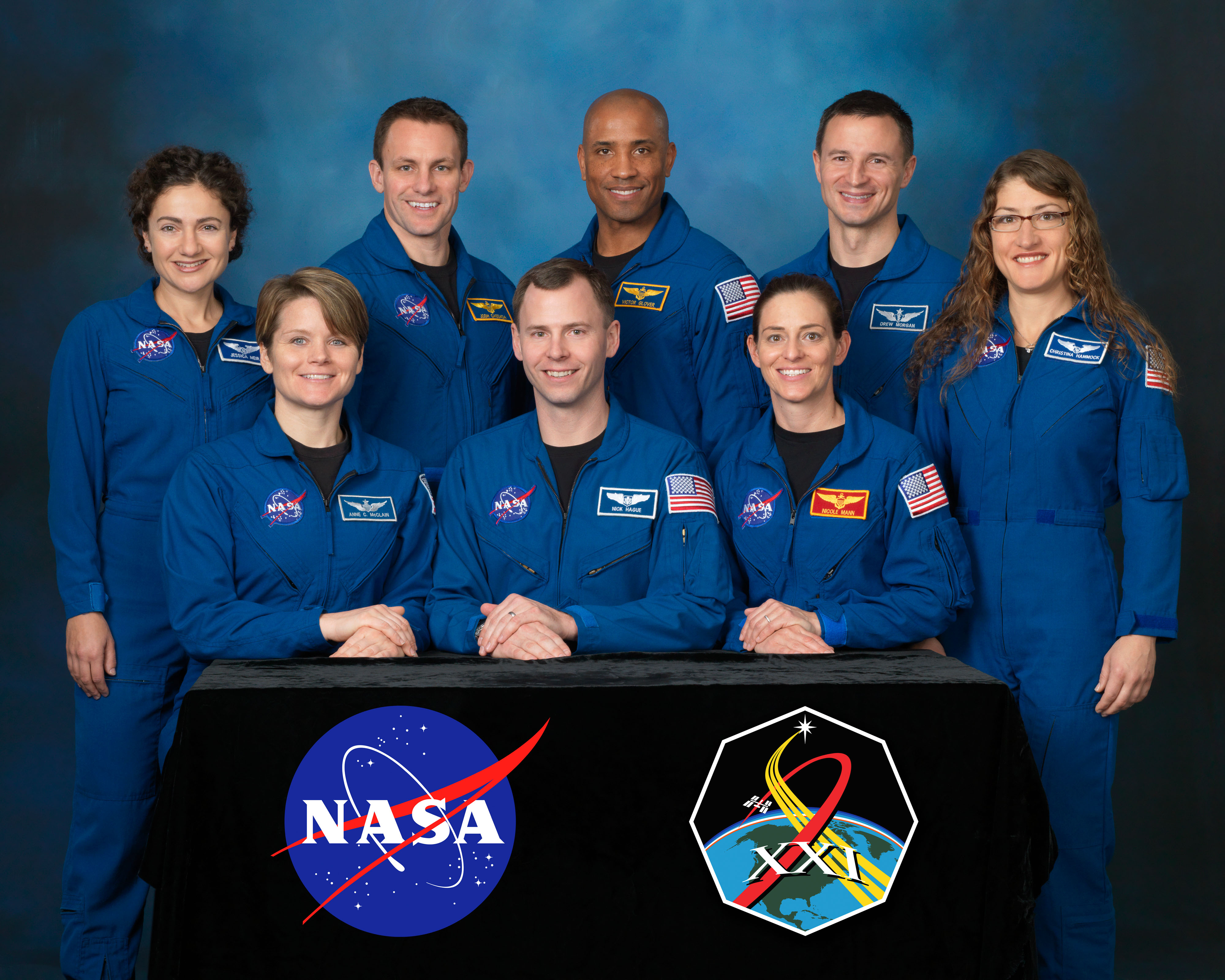
Seduti, da sinistra: Anne McClain, Tyler Hague, Nicole Mann.
In piedi, da sinistra: Jessica Meir, Josh Cassada, Victor Glover, Andrew Morgan e Christina Koch

Il NASA Astronaut Group 21 (8 Balls) è formato da 8 specialisti di missione statunitensi.
L'addestramento degli astronauti è iniziato ad agosto 2013 e si è concluso a luglio 2015, facendoli entrare ufficialmente nell'elenco degli astronauti assegnabili ad una missione in orbita bassa terrestre e, in futuro, a missioni su asteroidi e Marte.

## Elenco degli astronauti
- Josh Cassada[3]

SpaceX Crew-5, Pilota
Expedition 68/69, Ingegnere di volo
- Victor Glover[3]

SpaceX Crew-1, Pilota
Expedition 64/65, Ingegnere di volo
- Nick Hague[3]

Sojuz MS-10 (Missione abortita)
Sojuz MS-12, ingegnere di volo
Expedition 59/60, Ingegnere di volo
- Christina Koch[3]

Sojuz MS-12
Expedition 59/60/61, Ingegnere di volo
- Nicole Mann[3]

SpaceX Crew-5, Comandante
Expedition 68/69, Ingegnere di volo
- Anne McClain[3]

Sojuz MS-11, Ingegnere di volo
Expedition 58/59, Ingegnere di volo
- Jessica Meir[3]

Sojuz MS-15, Ingegnere di volo
Expedition 61/62, Ingegnere di volo
- Andrew Morgan[3]

Sojuz MS-13 / Sojuz MS-15, Ingegnere di volo
Expedition 60/61/62, Ingegnere di volo